# Челябинск (аэропорт)
Международный аэропорт Челя́бинск (Баландино) имени И. В. Курчатова — аэропорт федерального значения класса «Б» в городе Челябинске. Расположен в северо-восточной части города в 18 километрах от его центра, в Металлургическом районе, в двух километрах западнее посёлка Баландино и одноимённой железнодорожной станции.
Аэропорт управляется компанией ОАО «Челябинское авиапредприятие». В 2024 году аэропорт обслужил более 2,2 млн пассажиров.

## История
Первый полёт гражданской авиации в Челябинске состоялся 15 августа 1930 года. В этот день был выполнен первый пассажирский рейс на самолете «Ю-13» по маршруту Свердловск — Челябинск — Магнитогорск.
Аэропорт Челябинск был создан на военном аэродроме Шагол в 1938 году.
В конце 1953 года был открыт новый аэропорт «Баландино» на нынешнем месте. Там построили аэровокзал, радиоцентр и служебное здание.
В декабре 1962 года введена в строй бетонная взлётно-посадочная полоса. Через год в челябинском аэропорту приземлился первый реактивный самолет Ту-104.
В 1974 году открылось новое здание аэровокзала.
В мае 1990 года аэропорт «Баландино» принял тяжёлый транспортный самолёт Ан-225, который перевозил тяжелый трактор Т-800 в Якутию.
В 1994 году государственное предприятие было приватизировано и преобразовано в ОАО «Челябинское авиапредприятие». 5 июля 1994 года в аэропорту начались международные полеты.
В августе 1999 года открылся новый международный аэровокзал и обновлённая взлетно-посадочная полоса. В честь открытия международного аэропорта в небе над аэродромом выступила пилотажная группа «Русские Витязи».
В мае 2007 года компания «ЕААК» приобрела 68% акций ОАО «Челябинское авиапредприятие». «ЕААК» управляет аэропортами в России и странах ближнего зарубежья и повышает их капитализацию.
В 2012 году, впервые с момента распада СССР, пассажиропоток челябинского аэропорта превысил 1 миллион человек, а в 2013 году был побит предыдущий рекорд, зафиксированный в 1989 году (1,1 миллиона человек).
Летом 2013 года началась серия международных рейсов на грузовых самолётах Boeing 747-400F авиакомпаний Atlas Air и AirBridgeCargo. Этими прямыми рейсами из Чикаго и Виннипега в Челябинск доставлены свыше тысячи породистых свиней для компании «Ариант».
В 2018 году началась реконструкция челябинского аэропорта для подготовки к саммитам ШОС и БРИКС, которые планировалось провести в 2020 году. Новый терминал начал работу 27 ноября 2019 года.

## Общие сведения
Аэропорт имеет авиационное сообщение с крупнейшими городами России и других стран. ОАО «Челябинское авиапредприятие» признано естественным монополистом в Челябинске и занимает второе место в Уральском федеральном округе после «Кольцово» (г. Екатеринбург) по объёмам авиационных перевозок.

### Аэродром
Лётное поле аэропорта «Челябинск» относится к аэродромам класса А и располагает одной взлётно-посадочной полосой 09/27 длиной 3200 и шириной 60 метров, позволяющей принимать воздушные суда любого типа. Аэропорт Челябинск входит в 16 крупнейших аэропортов страны, способных обслуживать Boeing 747-800.

### Принимаемые типы воздушных судов
Самолёты Ан-124, Ил-62, Ил-76, Ил-96, Ту-154, Ту-204, Airbus A310, Airbus A319, Airbus A320, Airbus A321, ATR 42, ATR 72, Boeing 737, Boeing 747, Boeing 757, Boeing 767, Boeing 777, Sukhoi Superjet 100 и все более лёгкие, а также вертолёты всех типов. Классификационное число ВПП (PCN) 60/R/A/W/T.

## Авиакомпании и направления
Более 60% рейсов из аэропорта выполняется в Москву.
С 2020 года областное правительство субсидирует региональные перевозки в Ростов-на-Дону, Минеральные Воды, Краснодар, Красноярск, Омск, Казань и Волгоград.
Планируется возобновление международных рейсов в Турцию, Армению, Киргизию, Таджикистан и Узбекистан.

#### Базовая авиакомпания
В 2019 году Алексей Текслер говорил о создании авиационного хаба в Челябинске и появлении базовой авиакомпании в аэропорту.
В апреле 2021 года авиакомпания Red Wings стала базовым перевозчиком аэропорта.

## Статистика
Данные из запроса в Викиданные.
| Год  | Всего пассажиров | Измен.   | Внутренние | Международные | Самолето- вылеты |
| ---- | ---------------- | -------- | ---------- | ------------- | ---------------- |
| 2000 | 274 236          | +0,1% ▲  | 208 912    | 65 324        | 2 656            |
| 2001 | 297 198          | +8,4% ▲  | 325 077    | 62 121        | 3 205            |
| 2002 | 302 626          | +1,8% ▲  | 234 495    | 67 701        | 3 152            |
| 2003 | 359 822          | +18,9% ▲ | 282 186    | 77 636        | 3 439            |
| 2004 | 404 151          | +12,3% ▲ | 307 231    | 96 920        | 3 550            |
| 2005 | 386 115          | −4,5% ▼  | 333 206    | 52 909        | 3 096            |
| 2006 | 432 034          | +11,9% ▲ | 357 733    | 74 301        | 3 167            |
| 2007 | 675 141          | +56,3% ▲ | 534 796    | 140 345       | 5 050            |
| 2008 | 685 408          | +1,5% ▲  | 561 649    | 123 760       | 4 832            |
| 2009 | 581 555          | −15,2% ▼ | 477 507    | 104 048       | 3 499            |
| 2010 | 664 184          | +14,2% ▲ | 510 314    | 153 870       | 4 416            |
| 2011 | 833 780          | +25,5% ▲ | 594 087    | 239 693       | 5 150            |
| 2012 | 1 000 753        | +20,0% ▲ | 679 920    | 320 833       | ~ 5 800          |
| 2013 | 1 210 388        | +20,1% ▲ | 799 288    | 339 609       | ~ 6 380          |
| 2014 | 1 404 238        | +16,0% ▲ | 964 887    | 364 075       | ~ 7 023          |
| 2015 | 1 239 212        | -11,8% ▼ | 990 868    | 248 344       | н/д              |
| 2016 | 1 225 902        | -1,1% ▼  | 1 108 639  | 117 263       | н/д              |
| 2017 | 1 517 000        | +24% ▲   | 1 256 000  | 261 000       | н/д              |
| 2018 | 1 657 000        | +9,2% ▲  | 1 327 000  | 330 000       | н/д              |
| 2019 | 1 725 731        | +4,1% ▲  | н/д        | н/д           | 7 537            |
| 2020 | 1 165 289        | -32,5% ▼ | 1 139 067  | 26 222        | 6 138            |
| 2021 | 1 827 951        | +56,9% ▲ | 1 683 432  | 144 519       | 8 227            |
| 2022 | 1 922 653        | +5,2% ▲  | 1 745 130  | 177 523       | 8 194            |
| 2023 | 2 162 423        | +12,5% ▲ | -          | -             | 8 550            |

(Источник — годовые отчеты ОАО «Челябинское авиапредприятие», за 2012 год, 2014 год, 2015 год, 2016 год, 2017 год, 2018 год, 2020 год, 2021 год, 2022 год).

## Авиакомпании и пункты назначения
| Направление          | Авиакомпания        | Тип рейсов        |
| -------------------- | ------------------- | ----------------- |
| Москва (Домодедово)  | S7 Airlines         | Регулярные        |
| Москва (Внуково)     | Победа              | Регулярные        |
| Москва (Шереметьево) | Аэрофлот            | Регулярные        |
| Москва (Шереметьево) | Россия              | Регулярные        |
| Москва (Шереметьево) | Nordwind Airlines   | Регулярные        |
| Анапа                | Победа              | Сезонные (летние) |
| Анапа                | Аэрофлот            | Сезонные (летние) |
| Волгоград            | UVT Aero            | Регулярные        |
| Геленджик            | Red Wings           | Регулярные        |
| Казань               | UVT Aero            | Регулярные        |
| Калининград          | Red Wings           | Регулярные        |
| Калининград          | Nordwind Airlines   | Регулярные        |
| Краснодар            | Нордстар            | Сезонные (летние) |
| Краснодар            | Азимут              | Регулярные        |
| Красноярск           | Red Wings           | Регулярные        |
| Махачкала            | Red Wings           | Регулярные        |
| Минеральные Воды     | Азимут              | Регулярные        |
| Мурманск             | Red Wings           | Регулярные        |
| Новосибирск          | S7 Airlines         | Регулярные        |
| Норильск             | Нордстар            | Регулярные        |
| Норильск             | Red Wings           | Регулярные        |
| Омск                 | UVT Aero            | Регулярные        |
| Ростов-на-Дону       | Азимут              | Регулярные        |
| Санкт-Петербург      | Smartavia           | Регулярные        |
| Санкт-Петербург      | Победа              | Регулярные        |
| Санкт-Петербург      | Россия              | Регулярные        |
| Санкт-Петербург      | Аэрофлот            | Регулярные        |
| Симферополь          | Red Wings           | Регулярные        |
| Симферополь          | Аэрофлот            | Регулярные        |
| Симферополь          | Уральские Авиалинии | Сезонные (летние) |
| Симферополь          | Nordwind Airlines   | Сезонные (летние) |
| Сочи                 | Победа              | Сезонные (летние) |
| Сочи                 | Уральские авиалинии | Регулярные        |
| Сочи                 | Red Wings           | Регулярные        |
| Сочи                 | Royal Flight        | Сезонные (летние) |
| Сочи                 | Аэрофлот            | Сезонные (летние) |
| Сургут               | Red Wings           | Регулярные        |
| Ханты-Мансийск       | Red Wings           | Регулярные        |

## Награды
ОАО «Челябинское авиапредприятие» стало лауреатом двух наград в области аэропортовой деятельности. В мае 2006 в номинации международного конкурса на самый «Интенсивно развивающийся аэропорт 2006 года стран СНГ», авиапредприятие заняло 1-е место из двадцати. В мае 2007 г. ОАО «Челябинское авиапредприятие» получило почётное звание «Лучший аэропорт года стран СНГ» (0,5-1 млн пассажиров в год). ОАО «Челябинское авиапредприятие» (аэропорт Челябинск) стало лауреатом Национальной Премии «Налогоплательщик года 2007».

## Происшествия и катастрофы
- 26 января 2008 года. Самолёт Airbus A319 авиакомпании S7 Airlines благополучно сел на магистральную рулёжную дорожку (МРД) из-за ошибочных действий пилотов. МРД ранее использовалась как ВПП (до строительства новой ВПП).
- 26 мая 2008 года. Грузовой самолёт Ан-12 авиакомпании «Московия» потерпел катастрофу близ Челябинска. Наиболее вероятной причиной катастрофы самолёта стала неисправность бортовой электросети. Обычно этот самолёт перевозил из Челябинска в Пермь выведенные из оборота денежные купюры для утилизации на фабрике Гознака, но этот рейс был пустым.[21] Через несколько минут после взлёта в кабине самолёта возникло задымление, и пилоты запросили разрешение на аварийную посадку. Самолёт упал в районе посёлка Рощино, в 11 км от взлётно-посадочной полосы. Все 9 человек, находившихся на борту, погибли.[22]

- 9 сентября 2010 года. У самолёта Як-42Д авиакомпании «Ижавиа» (бортовой номер RA-42385) вскоре после взлёта произошёл отказ стабилизатора. Экипажу удалось посадить самолёт на аэродром вылета, переключив стабилизатор на резервную систему управления. Никто не пострадал. На борту не было пассажиров. Расследование выявило ошибку при монтаже органов основной системы управления стабилизатором, допущенную при выполнении работ по периодическому техобслуживанию воздушного судна по форме Ф-39 силами АТБ ОАО «Челябинское авиапредприятие».
- 21 июля 2013 года. Из аэропорта были эвакуированы пассажиры и персонал после телефонного сообщения о якобы заложенной бомбе[23].
- 17 июля 2015 года самолёт Ан-12БК ВВС России (бортовой номер RF-94291), следовавший с аэродрома Омск (Северный) на аэродром Чкаловский в Московской области, попал в мощную градо-грозовую облачность вблизи Челябинска. Вскоре командир судна запросил вынужденную посадку на аэродроме Баландино по причине отказа двух из четырёх двигателей. Самолёт сел на грунт параллельно ВПП 09. На борту было 5 человек экипажа и 5 пассажиров; никто из них не пострадал. Жертв и разрушений на земле нет. Самолёт получил повреждения: сломана передняя стойка шасси, также крупным градом повреждены двигатели и управляющие плоскости.[24][25]
- 1 декабря 2021 года в 02:32 самолёт Bombardier CRJ-200 (бортовой номер VQ-BOQ)[26], выполнявший рейс UVT 567 из Казани, при совершении посадки выкатился за пределы взлетно-посадочной полосы. Никто из находившихся на борту 35 человек (включая 1 ребёнка и трёх членов экипажа) не пострадал.[27] Утром того же дня в 09:45 поступило сообщение о якобы заложенной на ВПП бомбе. Аэропорт на полдня прекратил свою работу, задержано отправление 9 рейсов (более тысячи пассажиров), прибывающие самолёты отправлены в Екатеринбург и Уфу[28][29].

## Транспорт
Проезд до аэропорта автобусами № 1, 41, 45.
Долгое время общественный транспорт в аэропорт ходил только в дневное время, хотя основные вылеты и прилёты происходят ночью, но с 2020 года запущены ночные рейсы автобусов. В 2019 году велись переговоры о запуске электропоезда в аэропорт, однако по состоянию на конец 2021 года никакие работы в этом направлении не проводятся.
Имеется длительная и краткосрочная парковка. По состоянию на октябрь 2021 года допускается бесплатный въезд к зданию аэропорта — 1 раз в час продолжительностью до 15 минут; при краткосрочной стоянке первые четыре часов обойдутся в 200 рублей за каждый час, с 5-го часа до окончания суток — 200 рублей, таким образом сутки стоянки обойдутся в 1000 рублей; каждые последующие сутки — 700 руб. Стоимость длительного хранения на соответствующих стоянках на привокзальной площади доходит до 400—500 рублей/сутки, при больших сроках хранения снижается до 100—200 рублей в сутки. Также с восточной стороны от идущей к аэропорту дороги, на южной окраине посёлка Аэропорт 1-й на расстоянии 1200 м от привокзальной площади, имеется бесплатная неохраняемая парковка.

## Переименование
В 2018 году была выдвинута инициатива по ребрендингу аэропорта и его переименовании в рамках федерального конкурса по присвоению крупным международным аэропортам России имён известных личностей «Конкурс „Великие имена“» с общественным интернет-голосованием. По итогам конкурса, Указом президента России № 246 от 31 мая 2019 года, аэропорту было присвоено имя Игоря Васильевича Курчатова, уроженца Симского Завода (ныне город Сим в составе Челябинской области) и проработавшего на комбинате (заводе) № 817.

## В культуре
- Аэропорт упоминается в полном названии песни Юрия Визбора «Излишний вес» — «Разговор двух дам, подслушанный правдивым автором в ресторане аэропорта города Челябинска, в то время, когда туда по случаю непогоды совершали посадки самолеты различных направлений»[39].
- В анимационном клипе «Погасите в аэропорту свет!» челябинского музыканта Гарри Ананасова изображено здание и интерьер терминала, построенного в ходе реконструкции 2018—2019 гг.[40]